# Osaka Monorail
De Osaka Monorail (大阪モノレール, Ōsaka Monorēru) is een monorailsysteem in het noorden van de Japanse prefectuur Osaka dat uitgebaat wordt door het bedrijf Osaka Kōsoku Tetsudo ( 大阪高速鉄道株式会社, Ōsaka Kōsoku Tetsudō Kabushiki-gaisha). Het net van 2 lijnen werd in delen geopend vanaf de start in 1990. Overdag kent de Hoofdlijn een frequentie van 10 minuten en de Saito-lijn van 20 minuten.

## Hoofdlijn
De hoofdlijn verbindt de Luchthaven Osaka met de stad Kadoma. De lijn opende op 1 juni 1990 tussen Senri-Chūō en Minami-Ibaraki. Op 30 september 1994 werd de lijn verlengd tot aan Shibahara en op 1 april 1997 tot aan de luchthaven. Sinds 22 augustus 1997 is de oostelijke eindhalte het station Kadoma-shi. De lijn is 21,2 km lang. Een rit over de volledige hoofdlijn duurt ongeveer 36 minuten en kost ¥540.

### Stations
| Nummer | Station            | Japans         | Afstand | Verbindingen                    | Stad/Prefectuur | Stad/Prefectuur |
| ------ | ------------------ | -------------- | ------- | ------------------------------- | --------------- | --------------- |
| 11     | Osaka-kūkō         | 大阪空港駅     | 0,0     |                                 | Toyonaka        | Osaka           |
| 12     | Hotarugaike        | 蛍池駅         | 1,4     | Hankyu : Takarazuka-lijn        | Toyonaka        | Osaka           |
| 13     | Shibahara          | 柴原駅         | 3,1     |                                 | Toyonaka        | Osaka           |
| 14     | Shōji              | 少路駅         | 4,8     |                                 | Toyonaka        | Osaka           |
| 15     | Senri-Chūō         | 千里中央駅     | 6,6     | Kitakyu                         | Toyonaka        | Osaka           |
| 16     | Yamada             | 山田駅         | 8,5     | Hankyu : Senri-lijn             | Suita           | Osaka           |
| 17     | Banpaku-Kinen-Kōen | 万博記念公園駅 | 9,9     | Osaka Monorail : Saito-lijn     | Suita           | Osaka           |
| 18     | Unobe              | 宇野辺駅       | 12,1    |                                 | Ibaraki         | Osaka           |
| 19     | Minami-Ibaraki     | 南茨木駅       | 13,3    | Hankyu : Kyoto-lijn             | Ibaraki         | Osaka           |
| 20     | Sawaragi           | 沢良宜駅       | 14,5    |                                 | Ibaraki         | Osaka           |
| 21     | Settsu             | 摂津駅         | 16,0    |                                 | Settsu          | Osaka           |
| 22     | Minami-Settsu      | 南摂津駅       | 17,8    |                                 | Settsu          | Osaka           |
| 23     | Dainichi           | 大日駅         | 19,9    | Metro van Osaka: Tanimachi-lijn | Moriguchi       | Osaka           |
| 24     | Kadomashi          | 門真市駅       | 21,2    | Keihan: Keihan-lijn             | Kadoma          | Osaka           |

## Saito-lijn
De Saito-lijn opende in twee fases. Op 1 oktober 1998 werd de sectie tussen Bampaku-kinen-kōen en Handai-byōin-mae geopend en 19 maart 2007 werd de lijn verlengd tot Saito-nishi. De lijn is 6,8 km lang.

### Stations
| Nummer | Station            | Japans         | Afstand | Verbindingen               | Plaats  | Plaats |
| ------ | ------------------ | -------------- | ------- | -------------------------- | ------- | ------ |
| 17     | Banpaku-Kinen-Kōen | 万博記念公園駅 | 0,0     | Osaka Monorail : Hoofdlijn | Suita   | Osaka  |
| 51     | Kōen-higashiguchi  | 公園東口駅     | 1,1     |                            | Suita   | Osaka  |
| 52     | Handai-byōin-mae   | 阪大病院前駅   | 2,6     |                            | Ibaraki | Osaka  |
| 53     | Toyokawa           | 豊川駅         | 4,2     |                            | Ibaraki | Osaka  |
| 54     | Saito-Nishi        | 彩都西駅       | 6,8     |                            | Ibaraki | Osaka  |